# Андріамароманумпу
Андріамароманумпу (*д/н — бл. 1810) — останній мпанзака (володар) Імерина-Імеринацимо у 1798—1803 роках.

## Життєпис
Син Андріанамбоацимарофі, мпанзаки Імеринацимо. При народжені отримав ім'я Рамароманумпу. Разом з батьком брав участь у військових кампаніях проти мпанзаки Андріанампуанімерини. після смерті батька близько 1798 року посів трон. На той час було втрачено столицю Антананаріву, а резиденцію переміщено до Феноаріву.
Продовжив опіру королівству Імерина. Його союзником виступив Рабегеті, який повстав в області Імароватана, намагаючись відновити незалежність колишньої держави. Проте вони обидва зазнали поразки близько 1803 року. Рабегеті загинув, а Андріамароманумпу вимушен був підкоритися, але втратив усі володіння. Його донька Раваоманджака вийшла заміж за Андріанампуанімерину, а син Андріаманоро оженився на Рамананентенасоа, колишній дружині Андріанампуанімерини.
Отримав у власність поселення Мангарано, на захід від Мерімандросо. Близько 1810 року за підозрою у змові за наказом Андріанампуанімерини його було страечно в Ісоавімасоандро та таємно поховано.